# Língua túlu
Túlu (ou tulu, ou tulú) (ತುಳು ou തുളു) é uma língua dravídica falada na Índia, na região Dakshina Kannada, na parte sul de Udupi, Carnataca e também nas partes nortes do distrito de Kasaragod, Querala, região também conhecida como Tulu Nadu.
A língua túlu é considerada em situação de vulnerabilidade pelo Atlas Mundial das Línguas da Unesco e é falada por 1,846,427 de nativos Tulu na Índia, de acordo com o censo realizado na Índia em 2011. O nome dado aos falantes do túlu é Tuvala, referentes a região de Tulu Nadu.

## Etimologia
Uma hipótese da origem da palavra tuluva, explica que essa se originou da palavra turuva (ತುರುವ), em que turu significa 'vaca' e se refere-se ao lugar dominado pelo yadava, que significaria 'vaqueiro'.
Outra interpretação da origem do nome túlu, sugerida pelo linguista Purushottama Bilimale, diz que tulu significa 'aquilo que está relacionado à água', visto que muitas palavras em túlu, como talipu, teli, teLi, teLpu, tuLipu, tulavu e tamel  também são relacionadas a água. Além disso, as palavras tuLuku e toLe, no Kannada, significa 'aquilo que tem características da água'.[carece de fontes?]

## Distribuição Geográfica

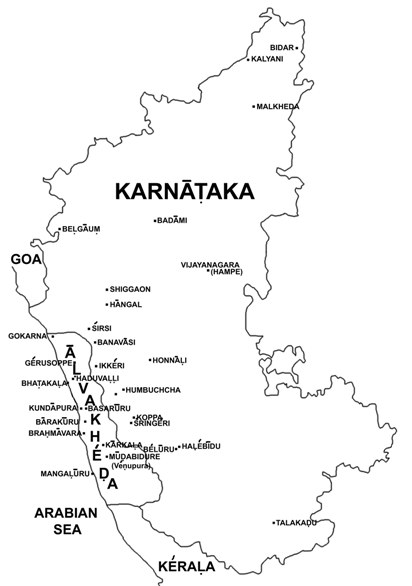
Antigo reino de Alva Kheda

Antigamente, a região que se estende do rio Chandragiri, que hoje faz parte do distrito de Kasaragod em Querala, e que vai até Gokarna, hoje parte do distrito de Uttara Kannada, em Carnataca, conhecida como Alva Kheda, foi governada pelos Alupas e era a terra natal dos falantes de túlu. Atualmente, a região que abrange o maior número de falantes da língua é Tulu Nadu, que compreende os distritos de Dakshina Kannada, Udupi de Carnataca e Kasaragod, em Querala até o rio Payaswani, também conhecido como Chandragiri. As cidades de Mangalor, Udupi e Kasaragod são o centro da cultura Tulu.
A língua túlu está majoritariamente contida na parte sul da Índia, sendo amplamente falado em Dakshina Kannada, parcialmente no distrito de Udupi em Carnataca e, até certo ponto, em Kasaragod de Querala. O estado de Carnataca se destaca e é onde o túlu parece mais prosperar atualmente. Com isso, esforços estão sendo feitos para tornar a língua túlu uma das línguas oficiais da Índia.

### Dialetos
As diferentes regiões dentro Tulu Nadu acabaram desenvolvendo diferentes dialetos e particularidades da língua túlu. Essas regiões podem ser compreendidas em:
1. Sudoeste: compreendendo o distrito de Kasargod de Querala
2. Sudeste: incluindo Sullia e Kodagu
3. Sul Central: composto por Puttur, Belthangady e Bantwal
4. Noroeste: compreendendo a área de Mangalor e Udupi
5. Nordeste: incluindo Karkala

#### Túlu Comum
É falado pela maioria das pessoas de Tulu Nadu (exceto pelos Brâmanes), e é o dialeto usado no comércio, no entretenimento e na comunicação da comunidade. É dividido em mais cinco grupos: os Bunts, Billavas, Mogaveeras, Gowdas and Kumabaras, que devido a suas semelhanças foram agrupados no título comum de Túlu Comum ou Dialeto Comum. Tem como característica o som das palavras do sânscrito, que soam como palavras não retroflexas.

#### Túlu Brâmane
Falado por Shivalli e Sthanika Brâmanes (comunidade em Carnataca), é a língua usada na escrita da pouca literatura clássica descoberta até agora. Eles também pegaram emprestadas palavras em sânscrito e a pronúncia de palavras. Até palavras dravídicas foram registradas como palavras retroflexas, assim como são em sânscrito, o que não é comum em línguas dravídicas.

#### Dialeto Jainista
Falado pelos jainistas na parte norte de Tulu nadu. Algumas características do túlu foram mudadas, como as palavras que têm iniciais com t e s foram substituídos pela letra h. Por exemplo, a palavra tare (cabeça) é pronunciada como hare e saadi (caminho) é pronunciada como haadi.

#### Dialeto das tribos
É falado pelas pessoas de Mera, Mansa e outras tribos de Tulu Nadu. Esse dialeto se assemelha muito com o Comum, embora ainda apresente particularidades. O som das letras t e s nas palavras é substituído pelo som do c, como em tare (cabeça) é pronunciada como care, saadi como caadi e onasu (refeição) como onacu. Além disso, palavras não retroflexas são pronunciadas como retroflexas.
| Comum       | Jainista | Tribos  | Definição em português |
| ----------- | -------- | ------- | ---------------------- |
| Tarè        | Harè     | Carè    | Cabeça                 |
| Taḍpè       | Haḍpè    | Caḍpè   | Peneira                |
| Sappu       | Happu    | Cappu   | Folha                  |
| Taadi/Saadi | Haadi    | Caadi   | Caminho                |
| Barso       |          | Barco   | Chuva                  |
| Muṇḍāsu     |          | Muṇḍācu | Turbante               |
| Elle        |          | Eḷḷe    | Amanhã                 |
| Bāno        |          | Bāṇo    | Céu                    |

| Comum  | Brâmane | Definição em português |
| ------ | ------- | ---------------------- |
| Aani   | Aaṇi    | Unha                   |
| Ball   | Baḷḷ    | Corda                  |
| Pusatt | Posatt  | Novo                   |
| Nila   | Nela    | Chão                   |
| Lappu  | Aḷappu  | Medir                  |
| Laccil | Oḷaccil | Arvoredo               |
| Portu  | Poḷtu   | Tempo                  |

## Fonologia

### Vogais
As vogais no túlu, diferentemente da língua portuguesa, são divididas em curtas, longas, ditongais e infinitas. É comum nas línguas dravídicas as cinco vogais curtas e as cinco vogais longas (a, ā, e, ē, u, ū, i, ī, o, ō). Esse alfabeto possui 15 vogais, 34 consoantes e dois "médios".
|         | Anterior | Anterior | Central | Central | Posterior | Posterior |
| curta   | longa    | curta    | longa   | curta   | longa     |           |
| ------- | -------- | -------- | ------- | ------- | --------- | --------- |
| Fechada | i        | iː       |         |         | uː        | ʊ         |
| Média   | e        | e̞ː       | ə       | əː      |           | o         |
| Aberta  | a e ɒ    | ä        |         |         |           |           |

### Consoantes
O túlu possui 25 consoantes classificadas e 9 não classificadas.
|                                   |             | Labial | Dental | Retroflexa | Palatal | Velar |
| --------------------------------- | ----------- | ------ | ------ | ---------- | ------- | ----- |
| Nasal                             | Nasal       | m      | n      | ɳ          | ɲ       | ŋ     |
| Oclusiva/ Fricativa não-sibilante | Vozeado     | p      | t      | ʈ          | c (t͡ʃ)  | k     |
| Oclusiva/ Fricativa não-sibilante | Desvozeado  | b      | d      | ɖ          | ɟ (d͡ʒ)  | ɡ     |
| Fricativa                         | Fricativa   |        | s      |            | ( ʃ )   |       |
| Aproximante                       | Aproximante | ʋ      |        |            | j       |       |
| Lateral                           | Lateral     |        | l      | ( ɭ )      |         |       |
| Rótica                            | Rótica      |        | ɾ      |            |         |       |

### Médios
No túlu há duas letras médias, que adicionam um som a mais para a sílaba. São elas: ૦, que soa como um m ou n; e ః que soa como um ar a mais na fala.

## Escrita

"Língua Túlu" escrito em túlu

Ao longo do tempo, várias inscrições históricas de túlu encontradas em torno de Barkur e Kundapura estão na escrita Tigalari. Por volta do século XI e XII, a escrita túlu foi usada pelos brâmanes de Tulu Nadu em Querala, para escrever mantras védicos e outras obras em sânscrito. A escrita túlu é parente da escrita brami e da malaiala já que todas derivaram do grantha. No entanto, no século XVIII, o uso da escrita canarês para escrever túlu se fortaleceu e, a indisponibilidade de documentação na escrita túlu contribuíram para a marginalização desta, que atualmente é pouco estudada para fins de pesquisa e religião. A escrita canarês tornou-se gradualmente a escrita contemporânea da língua túlu. Todas as obras e literatura moderna são feitas na escrita canarês, ainda que o túlu tenha a própria escrita.[carece de fontes?]
A língua túlu por muito tempo não possuiu um alfabeto próprio, e já usou o alfabeto malaiala e o alfabeto canarês, que até hoje é adotado para a escrita e documentação. No entanto, hoje o túlu possui um alfabeto próprio e está passando por um processo de reconhecimento como uma das línguas oficiais da Índia.

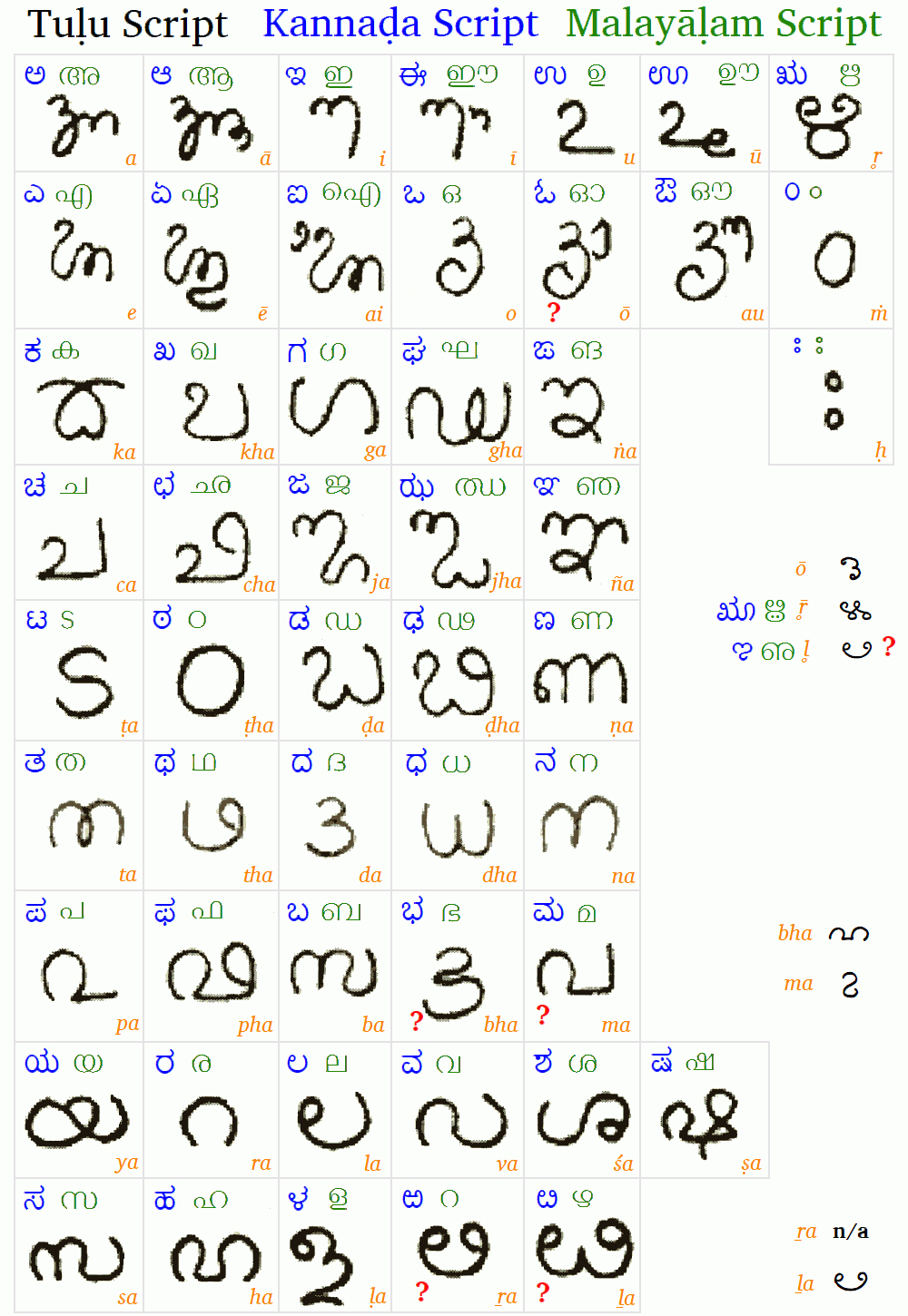
Comparação entre o alfabeto túlu (em preto), o canarês (em azul) e o malaio (em verde).

### Sílabas (no alfabeto túlu)
Na escrita túlu não há distinções entre vogais longas e curtas e - ē, ou como o - ō'.

## Gramática

### Pronomes
No túlu os pronomes são divididos entre pessoais, demonstrativos, reflexivos, interrogativos e indefinidos.

#### Pessoais
Os pronomes pessoais são aqueles que indicam a pessoa gramatical do discurso, podendo variar de acordo com o número gramatical (singular e plural) e o gênero gramatical.
| Pessoa    | Pessoa    | Singular                   | Plural                          |
| --------- | --------- | -------------------------- | ------------------------------- |
| 1° pessoa | 1° pessoa | ಯಾನ್ yān (eu)                | ಯೆಂಕುಲು yeṅkulu ನಮ nama (nós)       |
| 2° pessoa | 2° pessoa | ಈ ī (você)                 | ನಿಕುಳು nikuḷu ಈರು īrụ (vocês)       |
| 3° pessoa | Próximo   | ಇಂಬೆ imbe (ele) ಮೋಳ್ mōḷ (ela) | ಮೇರ್ mēr (eles) ಮೋಕುಳು mōkuḷu (elas) |
| 3° pessoa | Longe     | ಆಯೆ āye (ele) ಆಳ್ āḷ (ela)   | ಆರ್ ār (eles) ಆಕುಳು ākuḷu (elas)   |

#### Demonstrativos
Os pronomes demonstrativos são aqueles que identificam ou especificam o objeto ou entidade ao qual o falante se refere em seu discurso.
| 3° pessoa | Singular         | Plural                |
| --------- | ---------------- | --------------------- |
| Próximo   | ಇಂದು indu (esse)   | ಉಂದೆಕುಳು undekuḷu (esses) |
| Longe     | ಉಂದು undu (aquele) | ಐಕುಳು aikuḷu (aqueles)  |

#### Reflexivos
Estes pronomes são usado com referência a algum outro substantivo ou pronome da terceira pessoa que o precede. Na voz reflexiva, o sujeito é ao mesmo tempo agente e paciente, ou seja, pratica e recebe a ação ao mesmo tempo.
| Singular                      | Plural                           |
| ----------------------------- | -------------------------------- |
| ತಾನ್ tān (ele/ela mesmo, em si) | ತನ್ ಕುಳು tankuḷu (eles/elas mesmos) |

#### Interrogativos
Pronomes interrogativos são aqueles empregados em orações interrogativas diretas ou indiretas.
- ಯೇರ್ yēr (quem?)
- ದಾನೆ dāne / ದಾದವು dādavu / ಯೆಂಚಿತ್ತಿ yen̄citti (o quê?)
- ವಾ vā / ದಾ dā / ವೊವು vovu (qual?)
- ಯೇತ್ yēt (quanto?)

#### Indefinidos
Os pronomes indefinidos são aqueles que se aplicam a terceira pessoa gramatical, quando o objeto ou elemento da frase é indicado de um modo vago e indeterminado.
- ಒರಿ ori / ಒರ್ತಿ orti / ಒಂಜಿ onji  (um)
- ಒರಿ ori (um homem)
- ಒರ್ತಿ orti (uma mulher)
- ಒಂಜಿ onji (uma coisa)
- ಯೇರ್ಲಾ yērlā, ಯೇರಾಂಡರ್ಲಾ yērānḍarlā (qualquer um)
- ಪಾಕ pāka (alguns)
- ಒಂತೆ onte (alguns poucos)
- ಮಾತ māta (todos)
- ಅನೇಕ anēka / ಬಹಳ bahaḷa (muitos)
- ದಿಂಜ dinja (bastante)

### Substantivos
No túlu, os substantivos são divididos em três gêneros: masculino, feminino e neutro. Os nomes de homens e de deuses são masculinos, o de mulheres e de deusas são femininos e os de amimais e objetos inanimados são geralmente neutros.
A palavra ಆಣ್ āṇ (macho) costuma ser prefixada em palavras para mostrar que são masculinas, como em ಆಣ್ ಬಾಲೆ āṇbāle (menino) e em ಆಣ್ ಪಿಲಿ āṇpili (tigre). Já a palavra ಪೊಣ್ಣು poṇṇu (fêmea) costuma ser prefixada para mostrar palavras femininas, como em ಪೊಣ್ಣುಬಾಲೆ poṇṇubāle (menina) e ಪೊಣ್ಣುಪಿಲಿ poṇṇupili (tigresa). 

#### Número do substantivo
Os substantivos podem ser ou no singular ou no plural. O que vai definir essa diferença vai ser a partícula final. Para palavras no plural, usa-se "ರ್" r ou "ಳು" ḷu, como em ಕರ್ತವೆ kartave (lorde) - ಕರ್ತವೆರ್ kartaver (lordes); ಮೇಜಿ mēji (mesa) - ಮೇಜಿಳು mējiḷu (mesas). No caso de plural para relações entre pessoas, usa-se a partícula "ಆಡ್ಳು" āḍỊu, como em ಅಮ್ಮಡ್ಳು am'maḍḷu (pais) e em ಸಹೋಡೃಿಯಾಡ್ಳು sahōḍr̥iyāḍḷu (irmãs). Já no singular, usa-se a partícula "ಕುಳು" kuḷu, como em ಕುರಿ kuri (ovelha) - ಕುರಿಕುಳು kurikuḷu (ovelhas).
Quando são usados os números cardinais para se referir a pessoas, coloca-se o numeral na frente do substantivo, como em ಒಂಜಿ ಜನ oji jana (uma pessoa) e em ರಡ್ಡ್ ಮಂದೆ raḍḍ mande (duas pessoas).

### Adjetivos
Os adjetivos no túlu são divididos entre adjetivos simples, perifrásticos e negativos. Como a língua possui poucos adjetivos simples, muitos verbos auxiliares são usados no particípio para serem usados no lugar de adjetivos, como em ಆಪಿನಿ āpini (tornar-se) e ಆದುಪ್ಪುನಿ āduppuni (ser/ter se tornado), como também na forma negativa ಡಾಂತಿ dānti (não ser/ter se tornado).
- Exemplos de adjetivos simples:
  - ಪೊಸ posa (novo) -> ಪೊಸ ಕುಂಟು posa kunṭu (roupa nova);
  - ಪೊರ್ಲು porlu (bom/fino) -> ಪೊರ್ಲು ಬಾಲೆ porlu bāle (boa criança);
  - ಯೆಡ್ಡೆ yeḍḍe (bom) -> ಯೆಡ್ಡೆ ಮಾರ್ಗ yeḍḍe mārga (bom caminho).
- Exemplos de adjetivos perifrásticos:
  - ಬೇನೆ bēne (dor) -> ಬೇನೆ ಇತ್ತಿ bēne itti / ಬೇನೆ ಉಪ್ಪು bēne uppu (dolorido) -> ಬೇನೆ ಉಪ್ಪು ಸಂಕಡ bēne uppu sankaḍa (doença dolorida);
  - ಕತ್ತಲೆ kattale (escuridão) -> ಕತ್ತಲೆ ಇತ್ತಿ kattale itti / ಕತ್ತಲೆ ಉಪ್ಪು kattale uppu (escuro/que possui escuridão) -> ಕತ್ತಲೆ ಇತ್ತಿ ಕೋಣೆ kattale itti kōṇe (quarto escuro).
- Exemplos de adjetivos negativos:
  - ಗತಿ ದಾಂತಿ ನರಮಾನಿ gati dānti naramāni (homem que não ajuda).

#### Adjetivos comparativos
Como no túlu não existe especificamente adjetivos comparativos, para construir uma frase em que há a comparação de elementos, usa-se um adjetivo com um substantivo no caso ablativo, que se forma adicionando ಡ್ದ್ ḍd ao substantivo que está sofrendo a comparação. A comparação também pode ser feita usando os casos dativo (ao adicionar ಗ್ g ao substantivo que está sofrendo a comparação) e locativo (ao adicionar ಡ್ ḍ ao substantivo que está sofrendo a comparação).
- Exemplo no caso ablativo:
  - ಈ ನರಮಾನ್ಯಡ್ದ್ ಆ ನರಮಾನಿ ಮಲ್ಲಾಯೆ ī naramān'yaḍd ā naramāni mallāye (aquele homem é maior que esse homem);
  - ಇಂಬೆ ಮಾತೆರೆಡ್ದ್ ಬುದ್ಧಿವಂತೆ imbe mātereḍd bud'dhivante (ele é o mais sábio de todos).
- Exemplo no caso dativo:
  - ಯೆನ ಕುದುರೆಗ್ ನಿನ ಕುದುರೆ ಮಲ್ಲೆ yena kudureg nina kudure malle (para o meu cavalo, o seu cavalo é maior).
- Exemplo no caso locativo:
  - ಮಾತ ಕುದುರೆಳೆಡ್ ನಿನ ಕುದುರೆ ಮಲ್ಲೆ māta kudureḷeḍ nina kudure malle (entre todos os cavalos, o seu é o maior).

### Verbos
Os verbos no túlu apresentam três formas: ativa, causal e reflexiva (ou voz do meio).
- Ativa: a forma genérica do verbo, como o verbo aparece no dicionário. Exemplos: ಮಳ್ಪು maḷpu (fazer); ನಡಪು naḍapu (andar).
- Causal: os verbos causais são formados ao acrescentar a letra ಆ ā (às vezes ಡು ḍu) ao radical do verbo no tempo verbal presente da forma ativa. Exemplos: ಮಳ್ಪಾ maḷpā (fazer com que); ನಡಪಾ naḍapā (fazer andar).
- Reflexiva (ou voz do meio): os verbos causais são formados ao acrescentar ಒಣು oṇu no radical do verbo, no tempo verbal imperfeito da forma ativa ou no tempo verbal presente da forma causal. Exemplos: ಮಳ್ತೊಣು maḷtoṇu (fazer você mesmo); ಆಯೆ ತನ್ ಕ್ ಒಂಜಿ ತೋಟೊನು ಮಳ್ಪಾವೊಂಡೆ āye tank on̄ji tōṭonu maḷpāvoṇḍe (ele mesmo fez um jardim).

#### Modos do verbo
Os verbos possuem seis modos: indicativo, imperativo, condicional, infinitivo, potencial e subjuntivo. Cada um desse possui uma forma positiva e uma negativa.

#### Tempos dos verbos
No túlu, há três tempos verbais principais: Presente, Passado e Futuro. Os tempos de Passado e Futuro têm a forma Perfeita e Imperfeita, 1° e 2° futuro. 

#### Conjugação dos verbos
Os verbos têm duas conjugações principais: aquelas que estão no presente do particípio e terminam em ಉ u, e aquelas que terminam em ಪಿ pi. Cada uma dessas conjugações tem três subdivisões, diferenciados pelas características que aparecem nos tempos presente, passado e futuro do indicativo, a partir do qual todas as demais formas poderão se derivar. Assim existem seis conjugações.
Uma característica dos verbos em túlu é que em suas conjugações, o gênero, o número e a pessoa já são mostrados, sem a frase precisar de um sujeito. É como se o sujeito já fosse "embutido" no verbo. Por exemplo, na frase ಅಡ್ಡ್ಯ ಮಳ್ತೆ aḍḍya maḷte (eu fiz um bolo) não há um sujeito, pois a própria conjugação do verbo já mostra a pessoa que fez o bolo.
|                             | Particípio        | Presente               | Passado             | Futuro                    |
| --------------------------- | ----------------- | ---------------------- | ------------------- | ------------------------- |
| Verbos que terminam em ಉ u  | ಮಳ್ಪು maḷpu (fazer) | ಮಳ್ಪುವೆ maḷpuve (eu faço) | ಮಳ್ತೆ maḷte (eu fiz)  | ಮಳ್ಪೆ maḷpe (eu vou fazer)  |
| Verbos que terminam em ಉ u  | ಬೂರು būru (cair)    | ಬೂರುವೆ būruve (eu caio)   | ಬೂರುಯೆ būruye (eu cai) | ಬೂರೆ būre (eu vou cair)     |
| Verbos que terminal em ಪಿ pi | ಸೈಪಿ saipi (morrer) | ಸೈಪೆ saipe (eu morro)    | ಸೈತೆ saite (eu morri) | ಸೈವೆ saive (eu vou morrer)  |
| Verbos que terminal em ಪಿ pi | ಪಣ್ಪಿ paṇpi (falar) | ಪಣ್ಪೆ paṇpe (eu falo)    | ಪಂಡೆ paṇḍe (eu falei) | ಪಣ್ಂಬೆ paṇmbe (eu vou falar) |

| Pessoa                | Positivo                     | Negativo                         |
| Pessoa                | Singular                     | Singular                         |
| --------------------- | ---------------------------- | -------------------------------- |
| 1° pessoa             | ಮಳ್ಪುವೆ maḷpuve (eu faço)       | ಮಳ್ಪುಜಿ maḷpuji (eu não faço)       |
| 2° pessoa             | ಮಳ್ಪುವ maḷpuva (você faz)      | ಮಳ್ಪುಜ maḷpuja (você não faz)      |
| 3° pessoa (masculino) | ಮಳ್ಪುವೆ maḷpuve (ele faz)       | ಮಳ್ಪುಜೆ maḷpuje (ele não faz)       |
| 3° pessoa (feminino)  | ಮಳ್ಪುವಳ್ maḷpuvaḷ (ela faz)     | ಮಳ್ಪುಜಳ್ maḷpujaḷ (ela não faz)     |
| 3° pessoa (neutro)    | ಮಳ್ಪುಂಡು maḷpuṇḍu (- faz)        | ಮಳ್ಪುಜಿ maḷpuji (- não faz)         |
| Plural                |                              |                                  |
| 1° pessoa             | ಮಳ್ಪುವ maḷpuva (nós fazemos)   | ಮಳ್ಪುಜ maḷpuja (nós não fazemos)   |
| 2° pessoa             | ಮಳ್ಪುವರ್ maḷpuvar (vocês fazem) | ಮಳ್ಪುಜರ್ maḷpujar (vocês não fazem) |
| 3° pessoa (masculino) | ಮಳ್ಪುವೆರ್ maḷpuver (eles fazem)  | ಮಳ್ಪುಜೆರ್ maḷpujer (eles não fazem)  |
| 3° pessoa (feminino)  | ಮಳ್ಪುವೆರ್ maḷpuver (elas fazem)  | ಮಳ್ಪುಜೆರ್ maḷpujer (elas não fazem)  |
| 3° pessoa (neutro)    | ಮಳ್ಪುವ maḷpuva (- fazem)       | ಮಳ್ಪುಜ maḷpuja (- não fazem)       |

### Sintaxe
Assim como as demais línguas dravídicas, as  frases no tulú são formadas no modelo sujeito-objeto-verbo (SOV). Por exemplo, em uma frase como "ele joga bola", seria traduzida para o túlu, literalmente, na ordem "ele bola joga".
| Exemplos | Frase          | Transliteração         | Tradução                |
| -------- | -------------- | ---------------------- | ----------------------- |
| 1        | ಕಡಲ್ ಮಲ್ಲೆ ಆದುಂಡು    | kaḍal malle āduṇḍu     | O mar é grande          |
| 2        | ಉಣಸ್ ಮಳ್ತ        | uṇas maḷta             | Nós comemos a refeição  |
| 3        | ಅರಸು ರಾಜ್ಯವನ್ನು ಆಳುವೆ | arasu rājyavannu āḷuve | O rei governa o império |

- No exemplo 2, pode-se ter a impressão de que a oração não possui sujeito, mesmo ele estando ali. O que acontece é que no túlu, a conjugação dos verbos já determina em que pessoa e número o verbo está. No caso desse exemplo, o sujeito "nós" já está "embutido" no verbo.

## Vocabulário

### Numeração
Os números em túlu são divididos em numerais substantivos, adjetivos e adverbiais.

#### Numerais substantivos
- ಒರಿ ori (um homem), ಒರ್ತಿ orti (uma mulher), ಒಂಜಿ onji (uma coisa)
- ಇರ್ವೆರ್ irver (duas pessoas)
- ಮೂವೆರ್ mūver (três pessoas)
- ನಾಲ್ವೆರ್ nālver (quatro pessoas)
- ಐವೆರ್ aiver (cinco pessoas)
- ಆಜ್ವೆರ್ ājver (seis pessoas)
- ಏಳ್ವೆರ್ ēḷver (sete pessoas)
- ಏಣ್ಮ ಮಂದೆ ēṇma mande (oito pessoas)
- ಒಂರ್ಬ ಮಂದೆ onrba mande (nove pessoas)
- ಪತ್ತ್ ಮಂದೆ patt mande (dez pessoas)

A partir do número oito, a palavra ಮಂದೆ mande (pessoa) é adicionada ao número.

#### Numerais adjetivos

##### Números cardinais
Assim como nas outras línguas dravídicas, o túlu usa o sistema decimal para fazer a contagem.
| Número | Número no alfabeto canarês | Escrito        | Número      | Número no alfabeto canarês | Escrito         |
| ------ | -------------------------- | -------------- | ----------- | -------------------------- | --------------- |
| 1      | ౧                          | ಒಂಜಿ onji        | 30          | ೩೦                         | ಮುಪ್ಪ muppa       |
| 2      | ౨                          | ರಡ್ಡ್ raḍḍ       | 40          | ೪೦                         | ನಾಲ್ಪ nālpa       |
| 3      | ೩                          | ಮೂಜಿ mūji        | 50          | ೫೦                         | ಐವ aiva         |
| 4      | ೪                          | ನಾಲ್ nāl         | 60          | ೬೦                         | ಅಜಿಪ ajipa       |
| 5      | ೫                          | ಐನ್ ain         | 70          | ೭೦                         | ಎಳ್ಪ eḷpa        |
| 6      | ೬                          | ಆಜಿ āji         | 80          | ೮೦                         | ಎಣ್ಪ eṇpa        |
| 7      | ೭                          | ಏಳ್ ēḷ          | 90          | ೯೦                         | ಸೊಣ್ಪ soṇpa       |
| 8      | ೮                          | ಎಣ್ಮ eṇma       | 100         | ೧೦೦                        | ನೂದು nūdu         |
| 9      | ೯                          | ಒಂರ್ಬ onrba      | 200         | ೨೦೦                        | ಇರ್ನೂದು irnūdu     |
| 10     | ೧೦                         | ಪತ್ತ್ patt       | 300         | ೩೦೦                        | ಮುನ್ನೂದು munnūdu    |
| 11     | ೧೧                         | ಪತ್ತೊಂಜಿ patton̄ji  | 400         | ೪೦೦                        | ನಾಲ್ ನೂದು nālnūdu   |
| 12     | ೧೨                         | ಪದ್ ರಾಡ್ padrād   | 500         | ೫೦೦                        | ಐನೂದು ainūdu      |
| 13     | ೧೩                         | ಪದ್ ಮೂಜಿ padmūji  | 600         | ೬೦೦                        | ಆಜಿನೂದು ājinūdu    |
| 14     | ೧೪                         | ಪದ್ ನಾಲ್ padnāl   | 700         | ೭೦೦                        | ಏಳ್ ನೂದು ēḷnūdu    |
| 15     | ೧೫                         | ಪದ್ಐನ್ padain    | 800         | ೮೦೦                        | ಎಣ್ಮನೂದು eṇmanūdu  |
| 16     | ೧೬                         | ಪದ್ಆಜಿ padāji    | 900         | ೯೦೦                        | ಒಂರ್ಬನೂದು onrbanūdu |
| 17     | ೧೭                         | ಪದ್ಏಳ್ padēḷ     | 1000        | ೧೦೦೦                       | ಸಾರ sāra         |
| 18     | ೧೮                         | ಪದ್ಎಣ್ಮ padeṇma  | 10,000      | ೧೦೦೦೦                      | ಪತ್ತ್ ಸಾರ pattsāra |
| 19     | ೧೯                         | ಪದ್ಒಂರ್ಬ padonrba | 1,00,000    | ೧೦೦೦೦೦                     | ಲಕ್ಷ lakṣa       |
| 20     | ೨೦                         | ಇರ್ವ irva       | 1,00,00,000 | ೧೦೦೦೦೦೦೦                   | ಕೋಟಿ kōṭi         |

#### Números ordinais
Os números ordinais são formados ao acrescentar ane no final do número cardinal.
- 1° ಒಂಜನೆ / ౧ನೆ onjane
- 2° ರಡ್ಡನೆ / ౨ನೆ raḍḍane
- 3° ಮೂಜನೆ / ೩ನೆ mūjane
- 4° ನಾಲನೆ / ೪ನೆ nālane
- 5° ಐನನೆ / ೫ನೆ ainane
- 10° ಪತ್ತನೆ / ೧೦ನೆ pattane

#### Números adverbiais
| Numeral    | Formas de escrever o numeral em túlu | Formas de escrever o numeral em túlu | Formas de escrever o numeral em túlu |
| ---------- | ------------------------------------ | ------------------------------------ | ------------------------------------ |
| uma vez    | ಒರ ora                               | ಒರ್ವಾರ orvāra                          | ಒಂಜಿ ಸರ್ತಿ onji sarti                    |
| duas vezes | ಇರ್ವೊಳು irvoḷu                          | ಇರ್ವಾರ irvāra                          | ರಡ್ಡ್ ಸರ್ತಿ raḍḍ sarti                   |
| três vezes | ಮುಕ್ಕೊಳು mukkoḷu                         | ಮುತ್ತಾರ muttāra                         | ಮೂಜಿ ಸರ್ತಿ mūji sarti                    |

### Provérbios
| Provérbio em túlu          | Tradução literal                                                                | Significado                                                                                      |
| -------------------------- | ------------------------------------------------------------------------------- | ------------------------------------------------------------------------------------------------ |
| ಅಂಡೆದ ಬಾಯಿ ಕಟ್ಟೊಲಿ, ದೊಂಡೆದ ಬಾಯಿ ಕಟ್ಟೊಲ್ಯಾ? | A boca de um vaso pode ser amarrada, mas da garganta, a boca pode ser amarrada? | Podemos amarrar a boca de um vaso, mas será que podemos fazer a língua de um homem ficar calada? |
| ಉಪ್ಪು ತಿಂದಿನಾಯೆ ನೀರ್ ಪರ್ವೆ            | Aquele que comeu sal vai ter que beber água.                                    | Nossas ações tem consequências.                                                                  |
| ತನ ತರೆಕ್ ತನ ಕೈ                | Para a testa dele, ele tem a própria mão.                                       | Não temos ajuda de ninguém a não ser de nós mesmos.                                              |
| ತಾನ್ ಕಳುವೆ ಆಂಡ ಊರು ಕಳುವೆಗೆ          | Se ele próprio é um ladrão, ele pensa que toda a aldeia está cheia de ladrões.  | Nós julgamos as coisas a partir das nossas próprias percepções.                                  |
| ನಲಿಪೆರೆ ತೆರಿಯಂದಿನಾಯಗ್ ಬಾಲ್ ವೋರೆಗೆ        | Quem não sabe dançar diz que o chão é irregular.                                | Tem pessoas que não admitem as próprias falhas e por isso culpam os outros.                      |